# Сорск
Сорск (рус. Сорск) град је у Русији у Хакасији.

## Становништво
| 1959.  | 1970.  | 1979.  | 1989.  | 2002.  | 2010.  |
| ------ | ------ | ------ | ------ | ------ | ------ |
| 11.092 | 10.605 | 12.232 | 15.130 | 13.313 | 12.143 |